# Покутник (шахтар)

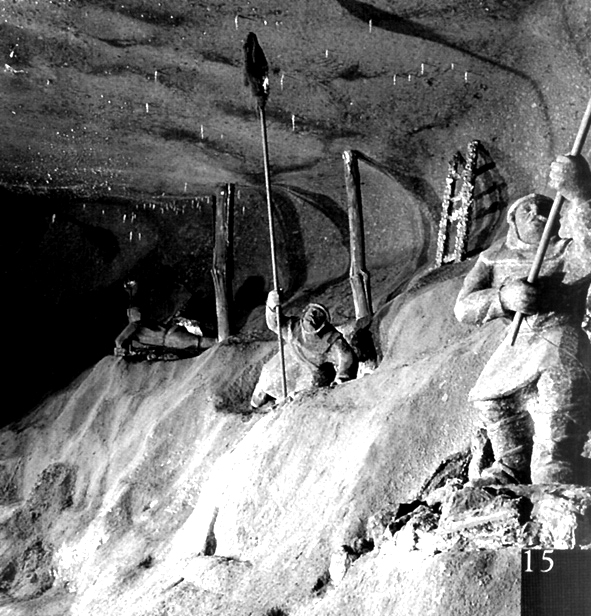
Покутники. Скульптурна композиція в шахті-музеї "Велічка", Польща.

Покутник — шахтарська професія у середньовіччі, випалювач газу-метану у верхніх частинах гірничої виробки.
Для боротьби з накопиченням метану у верхніх частинах гірничих виробок гірники середньовіччя періодично мусили випалювати метан смолоскипами, попереджаючи тим самим накопичення його до вибухонебезпечної концентрації. Ці гірники надягали на себе вивернуті і змочені водою кожухи, рукавиці, шапки, що захищали обличчя — і у такий спосіб намагалися убезпечити себе від спалахів метану або й вибухів його у пристельній зоні виробки. Покутники — чи не найнебезпечніша професія гірників того часу.
Випалювання метану покутниками відображене в літературі, картинах, скульптурі, музейних композиціях.